# واچیک داربینیان
واچیک میکائیلی داربینیان (دارنِتس) (ارمنی: Վաչիկ Միքայելի Դարբինյան (Դարենց)؛  زادهٔ ۱۹۱۵ - درگذشته تاریخ نامعلوم) کارشناس علوم پرورشی اهل ارمنستان بود.

## زندگی‌نامه
وی در ۱۹۱۵ در هوروم به دنیا آمد و از دانشگاه دولتی علوم پرورشی خاچاطور آبوویان ارمنستان فارغ‌التحصیل گشت.  همچنین برندهٔ جوایزی همچون آموزگار شایسته ارمنستان شوروی (۱۹۶۳) و [[]] شده است. تاریخ درگذشت وی نامعلوم است